# Composizione X
Composizione X è un dipinto a olio su tela (130×195 cm) realizzato nel 1938-1939 dal pittore Vasilij Kandinskij. È conservato alla Kunstsammlung Nordrhein-Westfalen di Düsseldorf.

## Descrizione
Ultima grande composizione prima dello scoppio della guerra, in cui su uno sfondo nero Kandinskij crea un mondo fatto di forme favolose che nulla fa presagire delle imminenti catastrofi che si sarebbero abbattute sull'Europa. In quest'opera Kandinskij crea un equilibrio formale e cromatico perfetto e assolutamente armonioso, tanto da poter essere considerato come il culmine della sua ricerca sulla purezza della forma. Le molteplici strutture, che sembrano fluttuare senza peso in un profondo universo silenzioso, hanno perso ogni regolarità geometrica e tendono a trasformarsi in forme organiche. Una tendenza ascensionale domina la composizione della tela, mentre i colori valorizzati dallo sfondo scuro, che evoca non solo lo spazio, ma anche il buio alla fine della vita, paiono brillare e farsi ancora più luminosi. Nel dipinto sono presenti, accanto a elementi che richiamano alla mente organismi microscopici, anche alcune forme che derivano dal patrimonio decorativo della tradizione popolare russa, come ad esempio la forma irregolare di colore bruno in alto a sinistra, ornata con una serie di simboli, che è stata interpretata come un riferimento al tamburo sciamanico. Tale strumento era già comparso in Composizione V e sottolinea la profonda continuità che lega le opere dell'artista.